# Pseuderanthemum verbenaceum
Pseuderanthemum verbenaceum är en akantusväxtart som först beskrevs av Christian Gottfried Daniel Nees von Esenbeck och Mart., och fick sitt nu gällande namn av Ludwig Radlkofer. Pseuderanthemum verbenaceum ingår i släktet Pseuderanthemum och familjen akantusväxter. Inga underarter finns listade i Catalogue of Life.